# آنکا تاناسه
آنکا تاناسه (انگلیسی: Anca Tănase؛ زادهٔ ۱۵ مارس ۱۹۶۸) قایقران روئینگ اهل رومانی بود.
وی در مسابقات کشوری و بین‌المللی در مجموع برندهٔ ۳ مدال طلا، ۲ مدال نقره، ۱ مدال برنز شده‌است.